# 王永慶
王永慶（1917年1月18日—2008年10月15日）是臺灣企業家，日治時期臺北州文山郡新店街直潭庄人，與胞弟王永在共同為台塑集團創辦人。台塑集團在其領導之下，發展成為臺灣最大的民營企業之一，因而被譽為臺灣的「經營之神」。

## 生平

### 幼年時期
1917年王永慶生於台北縣新店鎭，年幼時生活貧困。1932年，王永慶離開新店到嘉義一間米店做學徒。隔年於嘉義開設米店，並與王永成、王永在共同經營。二戰末期日本政府實施米糧配給制度，因此王永慶與其兄弟於1944年改經營木材生意。

### 台塑成立
1954年7月，在美援與中華民國政府計劃經濟的背景下，王永慶獲得了79.8萬美元的貸款，並配合政府規劃投資生產PVC塑膠粉，於同年籌設福懋塑膠公司。1957年4月，「福懋」開始生產PVC，由每日僅4公噸的PVC廠起家，當時考量一般人的教育程度不高，不識「懋」字，因此將公司改名為「台灣塑膠公司」，當時每日4公噸是全世界最小規模，不僅品質不佳，成本也過高，因此銷售無門，成品堆滿倉庫，許多股東認為前途無望，紛紛退出。    
王永慶、王永在兄弟不服輸，一方面努力改善品質，一方面逆向思考。隔年1958年成立「南亞塑膠公司」，投入塑膠二次加工，為台塑公司的PVC粉找到出口，後來為了更進一步拓展出路，在1963年成立三次加工的「新東塑膠加工廠」，生產各式各樣民生必需品，為當時的台灣創造蓬勃出口。後來，因為當時台灣只有中油的第一輕油裂解廠（一輕）產製塑膠的最上游原料--乙烯，產量嚴重不足必須仰賴進口，王永慶1973年大膽向政府提出興建輕油裂解廠，在1970年代大型建設統一由中央掌控的氛圍下，立即被否決，經過將近20年不斷爭取和奔走才終於得以在雲林麥寮興建「六輕」，終於實現垂直整合的石化供應鏈，事業版圖也從塑膠擴及石化、纖維、電子、醫療、教育等範疇。台塑集團被譽為台灣經濟的象徵，王永慶也被譽為「臺灣的經營之神」。  

### 慈善事業
王永慶律己甚嚴，對自我要求很高，對人念舊而不矯情，生活簡樸之外，並長年熱心於慈善事業，對象更不分台海兩岸。除了在重大天災如台灣921大地震、汶川大地震捐款救災以外，其創辦的明志科大、長庚大學都有免費名額供清寒原住民學生就讀，除免學雜費外並且提供膳宿與零用金，並且輔導就業。王永慶也長期透過旗下長庚醫院推動台灣器官捐贈，凡捐贈者醫療費用均有減免優惠，即使不在長庚醫院捐贈者也有喪葬補助金。此外，王永慶也捐款提供兩岸弱勢家庭重度聽障兒童安裝電子耳，近年來更捐資在中國大陸興建數千所希望小學。
1995年8月，王永慶、王永在兄弟，依母親王詹樣口述遺囑成立「王詹樣慈善基金會」，推動多項台灣首開先例之計畫，如「早療專業服務成效提升計畫」、「老人肺炎鏈球菌疫苗捐贈計畫」與「愛滋收容人彩虹計畫」、「雲林縣國中小營養午餐食材經費」，以及雲林縣「長青食堂設備經費」、「0-2歲祖孫托育」、「國一女生接種9價HPV疫苗」等三項社福計畫等。2007年、2011年、2014年接受評鑑均為優等；2009年獲衛生署評選榮獲當年度防疫績優獎，同年亦獲第八屆「國家公益獎」非營利團體組獎項。王詹樣基金會長期推動早療專業服務成效提升計畫成效良好，於2014年獲遠見雜誌企業社會責任獎公益推動組「楷模獎」、2015年「中華民國發展遲緩兒童早期療育協會」為感謝台塑企業王瑞華副總裁對早療領域貢獻卓越，獲選第一屆「早期療育特別貢獻獎」得主。2015年王詹樣基金會也因長期投入各項社會公益，獲「國家金璽獎團體組社會公益類」獎項。
1995年11月，王永慶為增進醫事人員專業能力與服務品質，成立「勤勞醫教公益基金會」，後於2011年更名為「勤勞社會褔利慈善事業基金會」，再於2020年更名為「慶寶勤勞社會褔利慈善事業基金會 」。推動多項計畫，如「樂齡健康活力中心」、「清寒獎學金」、「慶寶勤勞（社福機構）工讀計畫」、「偏遠地區學生助學補助」、「偏鄉人才培育計畫」等。
2002年王永慶以父親王長庚之名，成立「王長庚公益信託」，推動各項社會福利專案，如「偏鄉地區英語能力提升計畫」」、「弱勢家庭國中生營養早餐補助計畫」、「弱勢家庭兒少成長扶助計畫」、「無家者(遊民)服務計畫」、「失親兒助學金計畫」、「智慧長照輔助系統及愛健康互助志工」、「二手玩具物流中心及童趣基地推動計畫」等。
2004年8月20日，由王永慶先生捐資約5500多萬元的漳州市華陽體育館開始投建。歷經1年零7個月的施工，於2006年3月基本完成，並於4月分正式投入使用。現今已成為漳州市的一個標誌性建築。 
2008年5月12日，四川發生汶川大地震，王永慶的公司台塑集團在第一時間即刻解囊一億元人民幣來協助四川成都與汶川等地區的震後重建工作。
2010年6月，王永慶的夫人李寶珠為紀念王永慶長年熱心公益，繼續完成「強助弱、富濟貧」的志業，照顧需要照顧的人，促進社會之和諧，成立「慶寶公益信託」，推動的慈善事業如「捐贈社福機構白米及日月品」、「三十萬斤白米捐贈社福機構」、「老人住宅改善」、「低收入戶三節慰問」等。

### 辭世
2008年10月11日，王永慶偕同三房夫人李寶珠與三女王瑞瑜前往美國分公司視察，不料於美東時間10月15日半夜在紐澤西州自宅身體不適，緊急送往附近聖巴拿伯醫院搶救無效，於上午9時38分宣告不治，享耆壽92歲。

### 身後
2008年10月12日，王瑞瑜立即致電長榮集團總裁張榮發，請他協助將父親遺體空運回台。隔日早上5點52分，王永慶遺體在法師誦經鈴聲以及家人陪伴下搭乘長榮航空BR031班機返國，靈堂設置於長庚大學，當時首選墓園地點以在明志科技大學後方為第一優先，但由於當時尚未完工且法律程序變更地目費時，且安葬事宜迫在眉睫，台塑集團曾考慮替代方案，包括桃園龜山或是鄰近台北北投陽明山的王氏家族墓園等地，後由政府允諾全力協助治喪事宜，最後決議於2009年7月正式下葬泰山鄉。
王永慶的告別式於2008年11月8日舉行。王永慶家族宗教歧異，元配夫人王郭月蘭、二房夫人楊嬌信仰基督教。長子王文洋早年信基督教，現信奉佛教亦喜好道教；王文祥、王貴雲、王雪紅等人尊崇基督教。三房夫人李寶珠與其子女，則多半篤信佛教。因家族成員信仰各有不同，而王永慶本人忙於公司事務，也無暇宗教信仰，因此告別式當日並不以宗教儀式展現，而是簡單隆重之追思、鞠躬、與祭文朗誦，悼念王永慶艱辛創業的一生。
中華民國政府通過時任總統馬英九頒佈褒揚令給予褒揚，褒揚令原文為：
|  | 臺塑集團創辦人王永慶，勤勞樸實，堅苦卓絕。崢嶸歲月，砥礪操持，始創臺塑企業，睿智顯其嘉猷，進取成其懋績。嗣推動六輕計畫，根留本土，踐履綠色環保理念；精研醫療生技，高掌遠蹠，跨足全球先進產業，見證臺灣蛻變永續發展歷程。開辦長庚醫院，矜恤疾貧，籌建養生村案，因應人口老化趨勢；興學明志長庚，關懷弱勢，提供資助就學，點燃原民部落明燈。經綸遐布寰宇，勛華馳騁海甸，計議碩擘，雄識淵略。復盡瘁管理哲學，追根究柢，攸宜穩健；悉力社會公益，絜矩匡濟，蹈義詠仁，曾獲頒二等景星勳章暨特頒匾額等殊榮。縈繫兩岸交流，尋求和諧雙贏，民族大愛，斯人有之。綜其生平，肇基石化產銷版圖，樹立企業倫理典範；嚴守誠信負責箴規，弘宣普世核心價值，經營傳奇，頌聲遐舉；盛德遺風，亙古馨垂。遽聞松喬殂落，震悼逾恆，應予明令褒揚，用示政府崇禮邦賢之至意。 總 統 馬英九 行政院院長 劉兆玄 |

## 荣誉

### 中华民国勋章奖章
- 二等景星勋章（1997年10月6日于中華民國总统府颁授[44]）

## 著作
- 談經營管理正篇 (洪建全教育基金會，1972)
- 談經營管理續篇 (洪建全教育基金會，1981)
- 談經營管理 (天下出版社，1984)
- 革心、革新 (台北：聯經出版社，1985)
- 走自己的路 (台北：聯經出版社，1989)
- 生根、深耕 (台北：遠景出版社，1993)
- 王永慶觀點 (遠景出版社，1996)
- 王永慶把脈台灣 (台灣日報社，1997)
- 台灣活水 (台灣日報社，1997)
- 台灣願景 (台灣日報社，1999)
- 王永慶談話集(一)（台灣日報社， 2001）
- 王永慶談話集(二)（台灣日報社， 2001）
- 王永慶談話集(三)（台灣日報社， 2001）
- 王永慶談話集(四)（台灣日報社， 2001）
- 台灣社會改造理念(上)（台灣日報社， 2001）
- 台灣社會改造理念(下)（台灣日報社， 2001）

## 外部連結
- 台塑關係企業 （页面存档备份，存于）
- 台塑企業文物館
- 台塑企業暨王詹漾公益信託 （页面存档备份，存于）
- 台塑企業暨王詹漾社會福利慈善基金會 （页面存档备份，存于）
- 長庚醫院 （页面存档备份，存于）
- 長庚大學
- 明志科技大學 （页面存档备份，存于）